# Emil Riebeck

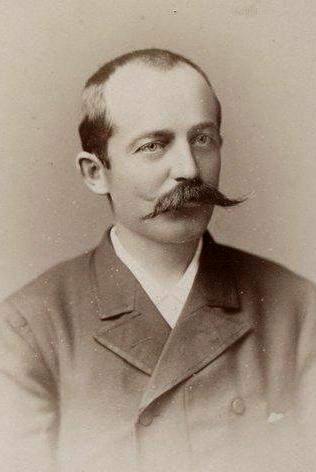
Emil Riebeck

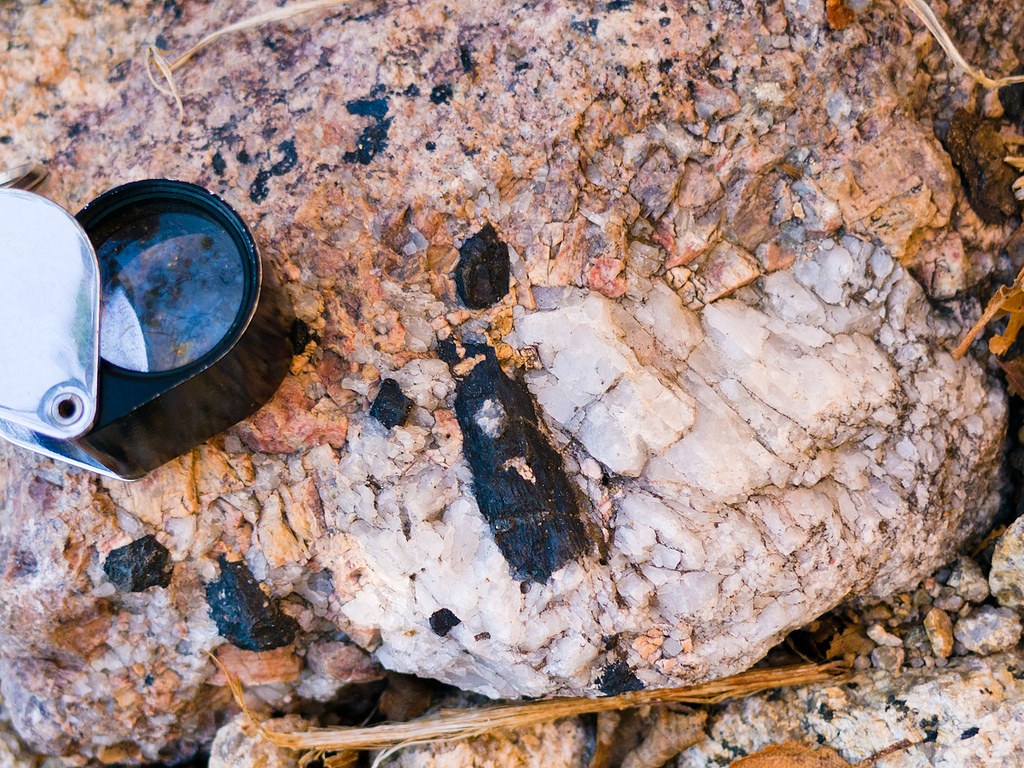
Schwarzer Riebeckit auf Korsika

Emil Riebeck (* 11. Juni 1853 in Leau; † 22. Juni 1885 in Feldkirch) war ein deutscher Chemiker, Ethnologe, Mineraloge, Naturforscher und Sammler. Das Mineral Riebeckit und die Riebecksbai tragen seinen Namen.
Der Sohn des Großindustriellen Carl Adolf Riebeck studierte Naturwissenschaften, insbesondere Chemie in Karlsruhe, Leipzig und Freiburg im Breisgau. In Karlsruhe wurde er Mitglied des Corps Franconia. 1880 wurde er mit der Dissertation Beiträge zur Kenntnis des Pyropissits zum Dr. phil. promoviert. Riebeck bereiste mehrfach Nordafrika und die arabische Halbinsel. 1881 unternahm er mit Georg Schweinfurth eine Expedition nach Sokotra. Im Auftrag Adolf Bastians bereiste er 1882 die Chittagong Hill Tracts im heutigen Bangladesch. 1884 finanzierte Emil Riebeck die Expedition Gottlob Krauses an den Niger, Binue und Tschad.
Riebeck legte eine umfangreiche Sammlung kunstgewerblicher Gegenstände aus Ostasien, Indien, Arabien und Afrika an, die sich heute in verschiedenen Museen in Berlin, Dresden, Wien und Weimar befindet. Bei seiner Expedition nach Sokotra entnahm er alten christlichen Felsgräbern human remains (Schädel) und schickte diese zu Hermann Welcker nach Halle. Die Schädel gingen dann in die Meckelschen Sammlungen der Universität ein.